# Aufhausen
Aufhausen település Németországban, azon belül Bajorországban. Lakosainak száma 2004 fő (2023. december 31.).

## Népesség
A település népessége az elmúlt években az alábbi módon változott:
| Lakosok száma | 1403 | 1389 | 1748 | 1742 | 1789 | 1820 | 1814 | 1844 | 1997 | 2004 |
|               | 1970 | 1975 | 2011 | 2012 | 2014 | 2015 | 2017 | 2019 | 2022 | 2023 |